# 眞方富美子
眞方 富美子（まがた ふみこ、1983年9月15日 - ）は、福岡県福岡市出身のフリーアナウンサー。

## 人物
福岡県立城南高等学校、西南学院大学文学部英文学科を経て法政大学社会学部を卒業後、2006年長崎文化放送に入社。アナウンサーや記者を6年間務めた。
2012年3月で長崎文化放送を退社し、同年4月にNHK横浜放送局へ契約キャスターとして入局。昼の情報番組のキャスターやFM放送のパーソナリティを務めた。2014年3月をもって横浜放送局を退局。
2014年5月より『スーパーJチャンネル』（テレビ朝日）のリポーターを務めている。
法政大学時代には自主マスコミ講座に在籍していた。
長崎文化放送アナウンサー時代には2009年12月31日放送の『第22回全国おもしろニュースグランプリ2009』に長崎文化放送代表で出演。番組のロケでレンコン掘りに挑戦し、レンコン畑に潜って全身が泥まみれになる映像（タイトル「泥沼の女」）が最高賞の「おもしろニュースグランプリ」を受賞した。

## 現在の担当番組

### テレビ
- スーパーJチャンネル（テレビ朝日、2014年5月 - ）

### ラジオ
- Renault Sunday voyage (TOKYO FM)

## 過去の担当番組
NHK横浜放送局
- FMサウンド★クルーズ
- こんにちはいっと6けん

長崎文化放送
- スーパーJチャンネルながさき
- ごろまめの部屋GOLD
- パネルクイズ アタック25女性アナウンサー大会（ABC、2009年1月11日） - 林亜美とペアを組み出場。
- おもしろニュースグランプリ 2009年グランプリ獲得。